# Капо ди тути капи
Капо ди тути капи (от италиански: Capo di tutti capi, буквално „Глава на всички глави“) е титла, използвана в медиите и правораздавателните органи за най-влиятелния лидер на сицилианската или американската мафия, който има голямо влияние върху цялата организация. Тя не съответства на някакъв пост във вътрешната организация на самата мафия.